# Paraphlepsius abruptus
Paraphlepsius abruptus är en insektsart som beskrevs av Delong 1938. Paraphlepsius abruptus ingår i släktet Paraphlepsius och familjen dvärgstritar. Inga underarter finns listade i Catalogue of Life.